# Seis Naciones Femenino 2008
El Seis Naciones Femenino del 2008 fue la decimotercera edición del principal torneo de rugby femenino europeo.

## Participantes
- Escocia
- Francia
- Gales
- Inglaterra
- Irlanda
- Italia

## Clasificación
| Pos. | País       | Partidos | Partidos | Partidos  | Partidos | Anotación | Anotación | Anotación  | Puntos |
| Pos. | País       | Jugados  | Ganados  | Empatados | Perdidos | A favor   | En contra | Diferencia | Puntos |
| ---- | ---------- | -------- | -------- | --------- | -------- | --------- | --------- | ---------- | ------ |
| 1    | Inglaterra | 5        | 5        | 0         | 0        | 213       | 18        | +195       | 10     |
| 2    | Gales      | 5        | 4        | 0         | 1        | 72        | 76        | -4         | 8      |
| 3    | Francia    | 5        | 3        | 0         | 2        | 104       | 72        | +32        | 6      |
| 4    | Irlanda    | 5        | 2        | 0         | 3        | 66        | 65        | +1         | 4      |
| 5    | Italia     | 5        | 1        | 0         | 4        | 77        | 138       | -61        | 2      |
| 6    | Escocia    | 5        | 0        | 0         | 5        | 39        | 144       | -105       | 0      |

## Resultados
| 1 de febrero | Irlanda | 19 - 0 | Italia |  |  |

| 2 de febrero | Inglaterra | 55 - 0 | Gales |  |  |

| 3 de febrero | Escocia | 15 - 43 | Francia |  |  |

| 9 de febrero | Italia | 6 - 76 | Inglaterra |  |  |

| 10 de febrero | Francia | 26 - 17 | Irlanda |  |  |

| 10 de febrero | Gales | 23 - 6 | Escocia |  |  |

| 22 de febrero | Irlanda | 13 - 3 | Escocia |  |  |

| 23 de febrero | Francia | 0 - 31 | Inglaterra |  |  |

| 24 de febrero | Gales | 27 - 5 | Italia |  |  |

| 7 de marzo | Irlanda | 10 - 19 | Gales |  |  |

| 8 de marzo | Francia | 35 - 6 | Italia |  |  |

| 8 de marzo | Escocia | 5 - 34 | Inglaterra |  |  |

| 15 de marzo | Inglaterra | 17 - 7 | Irlanda |  |  |

| 15 de marzo | Gales | 3 - 0 | Francia |  |  |

| 16 de marzo | Italia | 31 - 10 | Escocia |  |  |

| Bandera de Inglaterra |
| Campeón Inglaterra    |
| Noveno título         |